# Freiwillige Vereinigung
Freiwillige Vereinigung (englisch voluntary association) oder freiwillige Organisation ist ein Begriff aus der Soziologie, der freiwillige Zusammenschlüsse wie Parteien, Verbände und Vereine beschreibt. Zu ihren Hauptmerkmalen gehören die Freiwilligkeit der Mitgliedschaft und der freie individuelle Zutritt für jeden, der ihre Ziele akzeptiert.
Im Einzelnen zählen dazu politische Parteien, Gewerkschaften, Berufs- und Interessenverbände, Freizeitvereine, Glaubensgemeinschaften, Bürgerinitiativen, Nichtregierungsorganisationen und dergleichen. Ihre Rechtsform in Deutschland ist häufig der Verein.
Freiwillige Vereinigung ist nur teilweise identisch mit der Non-Profit-Organisation.